# Hökensås landskommun
Hökensås landskommun var en tidigare kommun i dåvarande Skaraborgs län.

## Administrativ historik
Vid kommunreformen 1952 bildades den genom sammanläggning av de tidigare landskommunerna Agnetorp, Baltak, Daretorp, Härja och Velinga.
Namnet togs från urbergsplatån Hökensås.
Den 1 januari 1974 uppgick den i Tidaholms kommun.
Kommunkoden var 1952-1973 1625.

### Kyrklig tillhörighet
I kyrkligt hänseende tillhörde kommunen församlingarna Agnetorp, Baltak, Daretorp, Härja och Velinga.

## Geografi
Hökensås landskommun omfattade den 1 januari 1952 en areal av 248,79 km², varav 244,80 km² land.

### Tätorter i kommunen 1960
| Tätort            | Folkmängd |
| ----------------- | --------- |
| Madängsholm       | 475       |
| Tidaholm, del ava | 105       |

Tätortsgraden i kommunen var den 1 november 1960 19,6 procent.

## Politik

### Mandatfördelning i valen 1950-1970
| 11 | 16 | 7 |  |

| 35 |

| 12 | 14 | 6 | 3 |

| 34 |

| 11 | 15 | 5 | 4 |

| 34 |

| 13 | 15 | 4 | 3 |

| 35 |

| 10 | 16 | 5 | 4 |

| 34 |

| 11 | 16 | 5 | 3 |

| 32 |